# Снашићи
Снашићи (хрв. Snašići, итал. Torre Annunziata) су насељено место у општини Света Недеља, Истарска жупанија, Хрватска.

## Историја
До територијалне реорганизације у Хрватској били су у саставу старе општине Лабин.

## Становништво
У попису становништва из 2011. године, Снашићи су имали 79 становника.
| Број становника према пописима | Број становника према пописима | Број становника према пописима | Број становника према пописима | Број становника према пописима | Број становника према пописима | Број становника према пописима | Број становника према пописима | Број становника према пописима | Број становника према пописима | Број становника према пописима | Број становника према пописима | Број становника према пописима | Број становника према пописима | Број становника према пописима | Број становника према пописима |
| ------------------------------ | ------------------------------ | ------------------------------ | ------------------------------ | ------------------------------ | ------------------------------ | ------------------------------ | ------------------------------ | ------------------------------ | ------------------------------ | ------------------------------ | ------------------------------ | ------------------------------ | ------------------------------ | ------------------------------ | ------------------------------ |
| 1857                           | 1869                           | 1880                           | 1890                           | 1900                           | 1910                           | 1921                           | 1931                           | 1948                           | 1953                           | 1961                           | 1971                           | 1981                           | 1991                           | 2001                           | 2011                           |
| 0                              | 0                              | 51                             | 16                             | 26                             | 0                              | 0                              | 0                              | 0                              | 56                             | 64                             | 45                             | 65                             | 50                             | 70                             | 79                             |

Напомена: Од 1880. до 1900. исказивано под именом Дуброва. Године 1857, 1869. и од 1910. до 1948. подаци су садржани у насељу Цере.